# Gary Zebrowski
Gary Tamatoa Zebrowski, né le 21 juillet 1984 à Raiatea (Polynésie française), est un snowboarder français.

## Biographie
Il a commencé le snowboard à l'âge de onze ans à Serre Chevalier dans les Hautes-Alpes. Spécialisé dans l'épreuve de half-pipe, il obtint une 6e place lors des Jeux olympiques d'hiver de 2006. Il est licencié au club des Deux Alpes.
Il est à l'origine du Taravana Freestyle, une rencontre entre snowboardeurs professionnels et amateurs, se déroulant aux Deux Alpes durant le mois de juillet avec neige, colliers à fleurs et palmiers.

## Palmarès
- 1999: champion de France minime à Combloux
- 2000 : champion de France en half-pipe
- 2001 : champion du monde ISF cadet à Sappada (Italie)
- 2002 : champion de France en half-pipe à Saint-Gervais
- 2003 : 4e en coupe du monde half pipe (6 étapes dont 2 podiums)
- 2004 : champion du monde Junior à Klinovec
- 2005 : 2e du O'neill Pro Freestyle à Avoriaz en half-pipe
- 2005 : 1er de la finale de la coupe du monde half-pipe à Tandadalen
- 2006: 6e aux Jeux olympiques d'hiver de 2006
- 2007: 8e aux Championnats du monde de snowboard 2007
- 2009: 11e aux Championnats du monde de snowboard 2009
- 2009: 2e au classement final de la Coupe du monde de snowboard 2008-2009
- 2010: 13e aux Jeux olympiques d'hiver de 2010
- 2010: 3e au classement final de la Coupe du monde de snowboard 2009-2010